# Theuma funerea
Theuma funerea är en spindelart som beskrevs av Lawrence 1928. Theuma funerea ingår i släktet Theuma och familjen Prodidomidae.
Artens utbredningsområde är Namibia. Inga underarter finns listade i Catalogue of Life.